# 小出吉重
小出 吉重（こいで よししげ）は、江戸時代前期の大名。但馬国出石藩5代藩主。官位は従五位下修理亮。出石藩小出家4代。

## 略歴
慶長12年（1607年）、出石藩主小出吉英の次男として出石にて誕生。幼名は万作。
寛文6年（1666年）、京極高国が改易されたため、その城の受け取り役を務めた。その直後の同年5月14日、父の隠居により60歳にして家督を継いだ。このとき、所領5万石のうち、弟の英本と英信に2000石ずつ、養嗣子の英勝に1000石を分与した。延宝元年（1673年）12月12日、長男の英安に家督を譲って隠居し、直後の延宝2年（1674年）正月18日に68歳で死去した。
法号は鑑英宗昭真常院。墓所は東京都練馬区桜台の広徳寺。

## 系譜
- 父：小出吉英（1587-1666）
- 母：貞松院（1591-1664） - ヨウ、徳川家康の養女、保科正直の娘
- 正室：有馬豊氏の娘
  - 長男：小出英安（1637-1692）
  - 三男：有馬豊祐（1646-1701） - 次男とも。有馬忠頼の養子
- 生母不明の子女
  - 四男：小出英直
  - 女子：大関増栄正室
  - 女子：青峰院 - 立花種明正室
  - 女子：谷衛広正室
  - 女子：成瀬正親正室
  - 女子：土方雄隆正室
  - 女子：山内一輝室